# System Shock 2
System Shock 2 (comúnmente abreviado SS2 o Shock 2) es un videojuego de rol de acción, ciencia ficción y horror de supervivencia, diseñado por Ken Levine, que incorpora elementos típicos de acción en primera persona. El título, realizado por Irrational Games y Looking Glass Studios, es una secuela al videojuego de 1994 System Shock, y fue puesto a la venta el 11 de agosto de 1999 por Electronic Arts.
El juego tiene lugar en una nave espacial a la deriva en una visión cyberpunk del año 2114. El jugador toma el papel de un soldado que intenta detener el brote de una infección genética que ha aniquilado a la tripulación. La jugabilidad se basa en la exploración y acción en primera persona, mientras que un sistema de rol le permite desarrollar diversas habilidades.
System Shock 2 recibió críticas favorables en el momento de su salida al mercado, pero no logró alcanzar un buen número de ventas. El juego se ha convertido en juego de culto, y es ampliamente reconocido como uno de los mejores juegos de la historia. En el año 2007, Irrational -conocida durante un tiempo como 2K Boston/2K Australia- lanzó el autoproclamado sucesor espiritual de la saga, llamado BioShock, consiguiendo excelentes resultados en crítica y ventas. Existen rumores del desarrollo de System Shock 3.

## Jugabilidad
Como su predecesor, System Shock 2 engloba varios géneros. Presenta una perspectiva en primera persona complementada con un HUD que muestra un mapa, un inventario e información acerca de las armas y el personaje. Al igual que los juegos de acción en primera persona, el jugador posee diversas armas con las que enfrentarse a sus enemigos, mientras que un sistema de rol permite al jugador adquirir una serie de habilidades para su provecho.
Al principio del juego, el jugador debe escoger una carrera en el ficticio Unified National Nominate (UNN); alistarse en los Marines aumenta las habilidades de combate y armas; la Armada proporciona entrenamiento en hackeo e ingeniería; y la OSA afina los poderes psíquicos del jugador. Tras elegir una clase y superar una fase de desarrollo del personaje, el jugador recibe "cyber-módulos" por alcanzar objetivos en el juego. La destreza en determinadas habilidades es mejorada utilizando estos módulos en "unidades de cyber-mejora".
Las unidades OS permiten mejoras de un solo uso, mientras el dinero del juego se puede usar para adquirir objetos en máquinas expendedoras. Estaciones reconstituyentes, llamadas "Máquinas de Bio-Reconstrucción Cuánticas", pueden ser activadas en la mayor parte de las áreas del juego. Si el jugador muere en una zona con una máquina de bio-reconstrucción activa, será "revivido" en esa máquina. De lo contrario, el juego termina y el jugador debe retomar el juego desde un punto de guardado.
Algunos dispositivos como teclados, torretas y máquinas expendedoras pueden ser hackeadas para obtener beneficio. Cuando se intenta hackear estos objetos, comienza un minijuego con una red de nodos verdes. Tres nodos iluminados deben estar alineados para que el hackeo funcione. A medida que avanza el videojuego, la dificultad para realizar un hackeo aumenta. Adicionalmente, el jugador puede usar ganzúas electrónicas para hackear automáticamente los objetos. 
A lo largo del juego, el jugador puede obtener varias armas, incluyendo pistolas, escopetas y armas alienígenas. Las armas presentan degradación al usarlas, necesitando ser reparadas para evitar su malfuncionamiento. Existen varios tipos de munición, lo que da ventaja al jugador contra enemigos susceptibles. Debido a que la municón escasea, el jugador se ve obligado a buscarla en las estancias y a ser conservador en su uso.